# Một biện hộ cho lẽ thường
"Một biện hộ cho lẽ thường" là một tiểu luận năm 1925 của triết gia GE Moore . Trong đó, ông cố gắng bác bỏ chủ nghĩa hoài nghi tuyệt đối (hay chủ nghĩa hư vô) bằng cách lập luận rằng ít nhất một số niềm tin đã được thiết lập của chúng ta - hay những sự thật - về thế giới là hoàn toàn chắc chắn. Moore cho rằng những niềm tin này là lẽ thường . 

## Tóm tắt
Trong phần một, ông lập luận rằng ông có kiến thức nhất định về một số sự thật, chẳng hạn như "Cơ thể của tôi đã tồn tại liên tục trên hoặc gần trái đất, ở những khoảng cách khác nhau từ hoặc trong sự tiếp xúc với những tồn tại khác, kể cả những người khác", "Tôi là một con người" và "Cơ thể của tôi đã tồn tại ngày hôm qua". 
Trong phần hai, ông lập luận rằng có một sự phân biệt giữa sự thật tinh thần và sự thật vật lý. Ông nói rằng không có lý do chính đáng nào để quan niệm, như nhiều nhà triết học của thời đại ông đã làm, rằng mọi thực tế vật lý đều phụ thuộc một cách logic vào các sự thật tinh thần, hoặc mọi thực tế vật lý đều phụ thuộc một cách nhân quả vào sự thật tinh thần. Một ví dụ về một sự thật vật lý là "Chiếc áo choàng hiện đang gần cơ thể này hơn so với tủ sách kia." Sự thật tinh thần bao gồm "Tôi đang có ý thức" và "Tôi đang nhìn thấy một cái gì đó." 
Trong phần ba, ông khẳng định rằng ông không chỉ không nghĩ rằng có những lý do chính đáng để tin tất cả các vật thể được tạo ra bởi Chúa, mà thông thường cũng không có lý do để nghĩ rằng Chúa hoặc thế giới bên kia tồn tại. 
Phần thứ tư xem xét cách phân tích các mệnh đề thường thức như " Đây là bàn tay của tôi ". Moore xem xét ba khả năng rằng trong trường hợp này, làm cách nào những gì chúng ta biết có liên quan đến những gì chúng ta biết về dữ liệu giác quan, tức những gì anh ta nhìn thấy khi nhìn vào tay mình. Moore kết luận rằng chúng ta hoàn toàn chắc chắn về niềm tin thông thường, còn phân tích về các mệnh đề đã được đưa ra thì thậm chí chưa thể tới gần với sự chắc chắn. 
Phần thứ năm là một khảo sát về vấn đề của những tâm trí khác . Moore lập luận rằng "có những 'cái tôi' khác", và giải thích tại sao vấn đề này lại làm khó các triết gia. Nói cách khác, dữ liệu cảm giác mà ông cảm nhận được thông qua các giác quan của ông là sự thật về tương tác của ông với thế giới bên ngoài, nhưng ông (và các triết gia khác) không biết cách phân tích các tương tác này.